# John Kamara
John Bankolé Kamara (* 12. Mai 1988 in Freetown) ist ein  sierra-leonischer Fußballspieler.

## Verein
Kamara begann seine Profikarriere 2008 beim libanesischen Erstligisten Tadamon Sur Club. Vier Jahre später wechselte er zu Apollon Smyrnis nach Griechenland und spielte dort bis März 2016. Anschließend wurde er vom Riga FC aus Lettland unter Vertrag genommen. Im Frühjahr 2017 wurde Kamara vom kasachischen Verein Qaisar Qysylorda aus der Premjer-Liga verpflichtet. Ab 2019 spielte er dann für den FK Keşlə aus Aserbaidschan. Dort wurde sein Vertrag im Dezember 2021 nicht mehr verlängert und Kamara ging für eine Stippvisite nach Rumänien und später nach Griechenland. Aktuell steht er seit März 2024 beim United City FC in der Philippines Football League unter Vertrag.

## Nationalmannschaft
Sein Debüt für A-Nationalmannschaft von Sierra Leone gab er am 8. Juni 2013 im Spiel gegen die DR Kongo. Mit der Auswahl nahm er am Afrika-Cup 2022 teil, wo man schon in der Gruppenphase scheiterte.